# Bernard Nieuwentijt

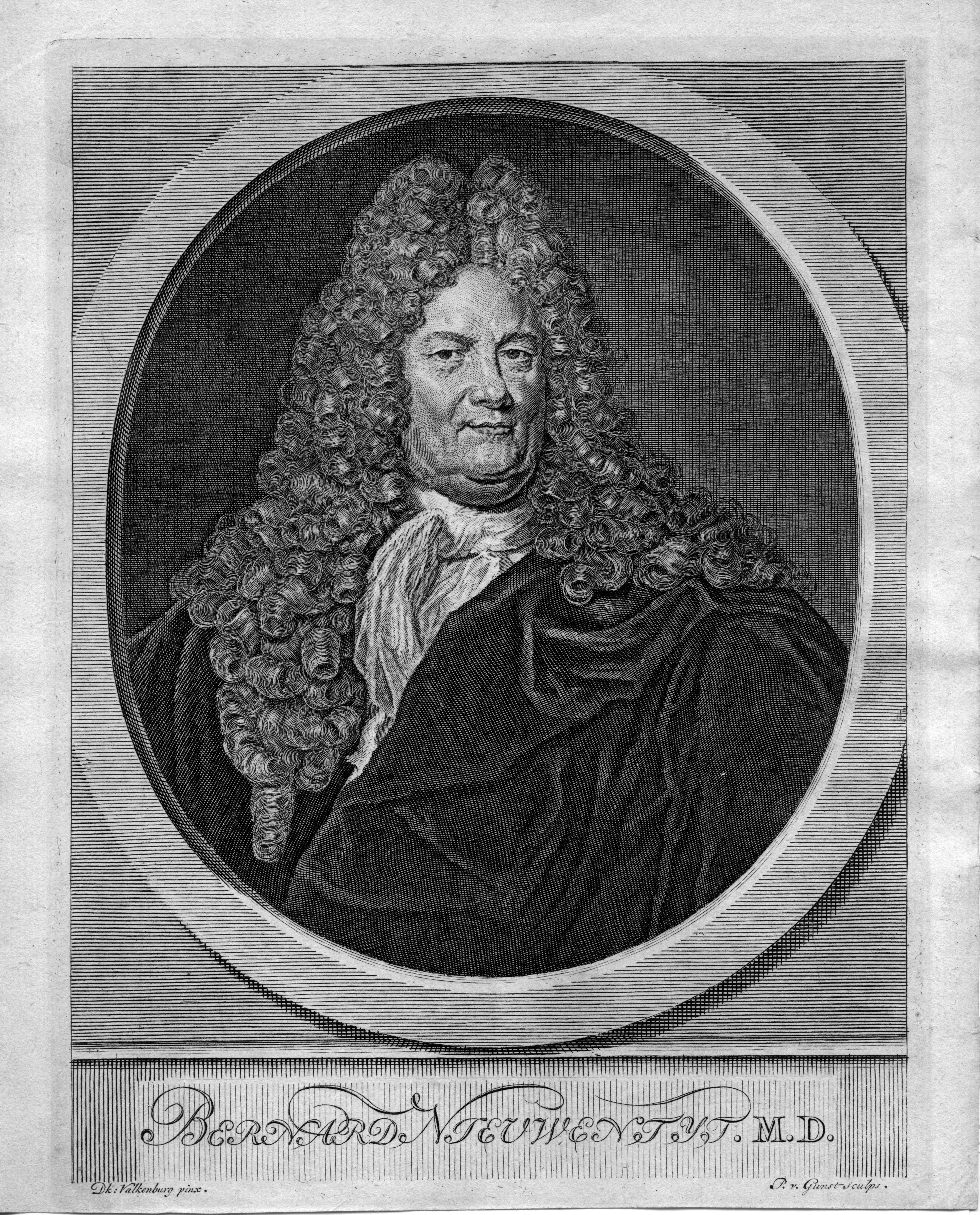

Bernard Nieuwentijt (ook Nieuwentijdt of Nieuwentyt) (West-Graftdijk, 10 augustus, 1654 - Purmerend, 30 mei 1718) was een Nederlandse arts, filosoof en wiskundige. Hij is ook een van de belangrijkste vaderlandse auteurs uit de Verlichting en geldt als grondlegger van de fysicotheologie in Nederland. Daarnaast was hij magistraat, en fungeerde enkele malen als burgemeester van Purmerend.

## Biografie
Nieuwentijt was de zoon van een predikant uit West-Graftdijk. In 1675 begon hij met een studie geneeskunde in Leiden en Utrecht. Hij vestigde zich vervolgens in Purmerend. In 1684 trouwde hij met Eva Moens, de weduwe van een kapitein. In 1699 trouwde hij met de dochter van een burgemeester uit Wormer.
Aanvankelijk was hij een volgeling van Descartes, en mogelijk een twijfelaar, maar aan het einde van de 17e eeuw werden de abstracte redeneringen van de Cartesianen onderuit gehaald door de Empiristen als Robert Boyle en Newton. Dat was het gevolg van het gebruik van de microscoop.
In 1694 publiceerde Nieuwentijt over een wiskundig onderwerp en is aangevallen door Leibniz en een Bernoulli. Evenals Nicolaas Hartsoeker werd Nieuwentijt een verklaard tegenstander van zowel Descartes als Spinoza.
Nieuwentijt, een tijdgenoot van Fénelon, Herman Boerhaave en Willem Jacob 's Gravesande, schreef Het regt gebruik der werelt beschouwingen, ter overtuiginge van ongodisten en ongelovigen aangetoont (1715). In dit werk pleitte Nieuwentijt voor het bestaan van God en viel hij Spinoza aan. De ongodisten verwerpen de christelijke leer betreffende verlossing en hiernamaals. Het regt gebruik der werelt beschouwingen geldt als het voornaamste werk uit de stroming van de fysicotheologie die op basis van empirisch onderzoek van de natuur (werelt beschouwingen) wilde komen tot kennis van God. Met name de doelmatigheid die men in de natuur waarnam werd beschouwd als een belangrijk bewijs voor het bestaan van God.
Het boek werd veel gelezen vanwege de wetenschappelijke onderbouwing en kende meerdere edities (1715, 1717, 1720, 1725, 1730, 1740). Daarnaast werd het in het Engels vertaald als The religious philosopher, or the right use of contemplating the works of the Creator (1718), in het Frans als De l'existence de Dieu démontrée par les merveilles de la nature, ou traité téléologique dirigé contre la doctrine de Spinoza par un médecin hollandais (1725) en in het Duits als Die Erkäntnüss der Weissheit, Macht und Güte des göttlichen Wesens. Aus dem rechten Gebrauch derer Betrachtungen aller irrdischen Dinge dieser Welt, zur Uberzeugung derer Atheisten und Unglaubigen (1731/2). Ook deze vertalingen werden verschillende malen herdrukt. Voltaire was eigenaar van een exemplaar van de Franse editie.
In zijn postuum gepubliceerde werk Gronden van zekerheid betoogde Nieuwentijt dat Spinoza's (meetkundige) methode niet de juiste experimentele methode van wetenschap was. Nieuwentijt richtte zijn aanval niet op Spinoza, maar op de Spinozisten, die meenden dat Spinoza's wiskundige bewijs afdoende was.

## Werken
- Het regt gebruik der werelt beschouwingen, ter overtuiginge van ongodisten en ongelovigen, Amsterdam, 1715
- Gronden van zekerheid, 1720

## Secundaire Literatuur
- E.W. Beth, Nieuwentijt's significance for the philosophy of science, in: Synthese 9(1955), pp. 447-453.
- Jan Bots, Tussen Descartes en Darwin: Geloof en natuurwetenschap in de achttiende eeuw in Nederland (Assen: Van Gorcum, 1972), pp. 16-48
- Robin Collins, “A Scientific Argument fort he Existence of God. The fine-tuning Design Argument”, in: Michael J. Murray, Reason fort he Hope Within (Grand Rapids: Eerdmans, 1999), pp. 47-75
- Steffen Ducheyne, “Curing pansophia through eruditum nescire. Bernard Nieuwentijt’s (1654 – 1718) epistemology of modesty”, in: HOPOS: The Journal of the International Society for the History of Philosophy of Science 7(2017)2, pp. 272-301.
- A.J.J. van der Velde, Bijdrage tot de bio-bibliografie van Bernard Nieuwentijt (1654-1718), in: Verslagen en mededelingen der Koninklijke Vlaamsche Academie voor Taal- en Letterkunde (1926), pp. 709-718.
- Rienk H. Vermij, Secularisering en natuurwetenschap in de zeventiende en achttiende eeuw: Bernard Nieuwentijt (Amsterdam/Atlanta: Rodopi, 1991)
- Rienk H. Vermij, “Nature in Defense of Scripture. Physico-Theology and Experimental Philosophy in the Work of Bernard Nieuwentijt”, in: Klaas van Berkel, Arjo Vanderjagt, red., The Book of Nature in Early Modern and Modern History (Leuven: Peeters, 2006), pp.83-96